# Peter Hans Nelde
Peter Hans Nelde (ur. 1942, zm.  31 sierpnia 2007) – niemiecko-belgijski językoznawca, socjolingwista, dyrektor Centrum Badawczego Wielojęzyczności Katolickiego Uniwersytetu w Brukseli.

## Życiorys
Studiował językoznawstwo germanistyczne, literaturę, historię, psychologię na Uniwersytetach w Münster i we Fryburgu. W roku 1967  na Uniwersytecie we Fryburgu uzyskał stopień doktora. Pracował jako asystent naukowy i – w Instytucie Przekładoznawstwa – jako docent na Uniwersytecie w Gandawie. Od 1968 do 2005 był profesorem Językoznawstwa Ogólnego i Germanistycznego w  Katolickim Uniwersytecie w Brukseli. W roku 1977 wspólnie z międzynarodową siecią socjolingwistów utworzył na Katolickim Uniwersytecie w Brukseli  Centrum Badawcze Wielojęzyczności i został jego dyrektorem.                                        Od 1983 do 2007 redagował utworzoną przez siebie serię wydawniczą Plurilingua, w której ukazywały się – najczęściej w języku angielskim, niemieckim, niderlandzkim, francuskim – publikacje związane z kontaktami językowymi i wielojęzycznością. 
Jako następca profesora Hermanna Bluhme był w latach 1999–2001 belgijskim koordynatorem projektu europejskiego Tempus przeznaczonego dla germanistów Uniwersytetu Szczecińskiego.

## Badania naukowe
Badania i publikacje naukowe Petera Hansa Neldego dotyczyły w pierwszym rzędzie  lingwistyki kontaktów, w tym wielojęzyczności w Unii Europejskiej i języków mniejszościowych. 

### Publikacje książkowe (wybór)
- Versuch einer Völkerverständigung. Hoffmann von Fallersleben und Flandern, 1979
- (red.) Sprachkontakt und Sprachkonflikt = Languages in contact and conflict = Langues en contact et en conflict,   1980
- (współred.  Per Sture Ureland): Language contact in Europe: Proceedings of the working groups 12 and 13: Proceedings of the Working Groups 12 and 13 at the XIIIth International Congress od Linguists Tokyo, 1982
- (współred. René Jongen, Sabine De Knop, Marie-Paule Quix): Mehrsprachigkeit und Gesellschaft: Akten des 17. Linguistischen Kolloquiums Tokyo 1982, Bd. 2, 1983
- Wortatlas der deutschen Umgangssprachen in Belgien = Wortatlas der deutschen Umgangssprachen Ergänzungsreihe. Bd. 1.1987
- Euromosaic: the production and reproduction of the minority language groups of the EU, 1996
- (współred. Hans Goebl et al.): Kontaktlinguistik; Contact Linguistics; Linguistique de contact, in 2 Halbbdn. Ein internationales Handbuch zeitgenössischer Forschung ... Communication Science [HSK], Halbband 1 und 2, 1996, 1997
- (współred. Klaus Bochmann,  Wolfgang Wölck): Methodology of conflict linguistics =: Methodologie der Konfliktlinguistik = Méthodologie de la linguistique de conflict, 2003